# Битва на Беверхутсвельде
Битва на Беверхутсвельде произошла 3 мая 1382 года на поле, расположенном между городами Бернем, Осткамп и Ассебрюк. Она стала важным этапом восстания Гента (во главе с Филиппом ван Артевелде) против Людовика II, графа Фландрии.

## Литература

Герб графов Фландрии
Флаг Гента
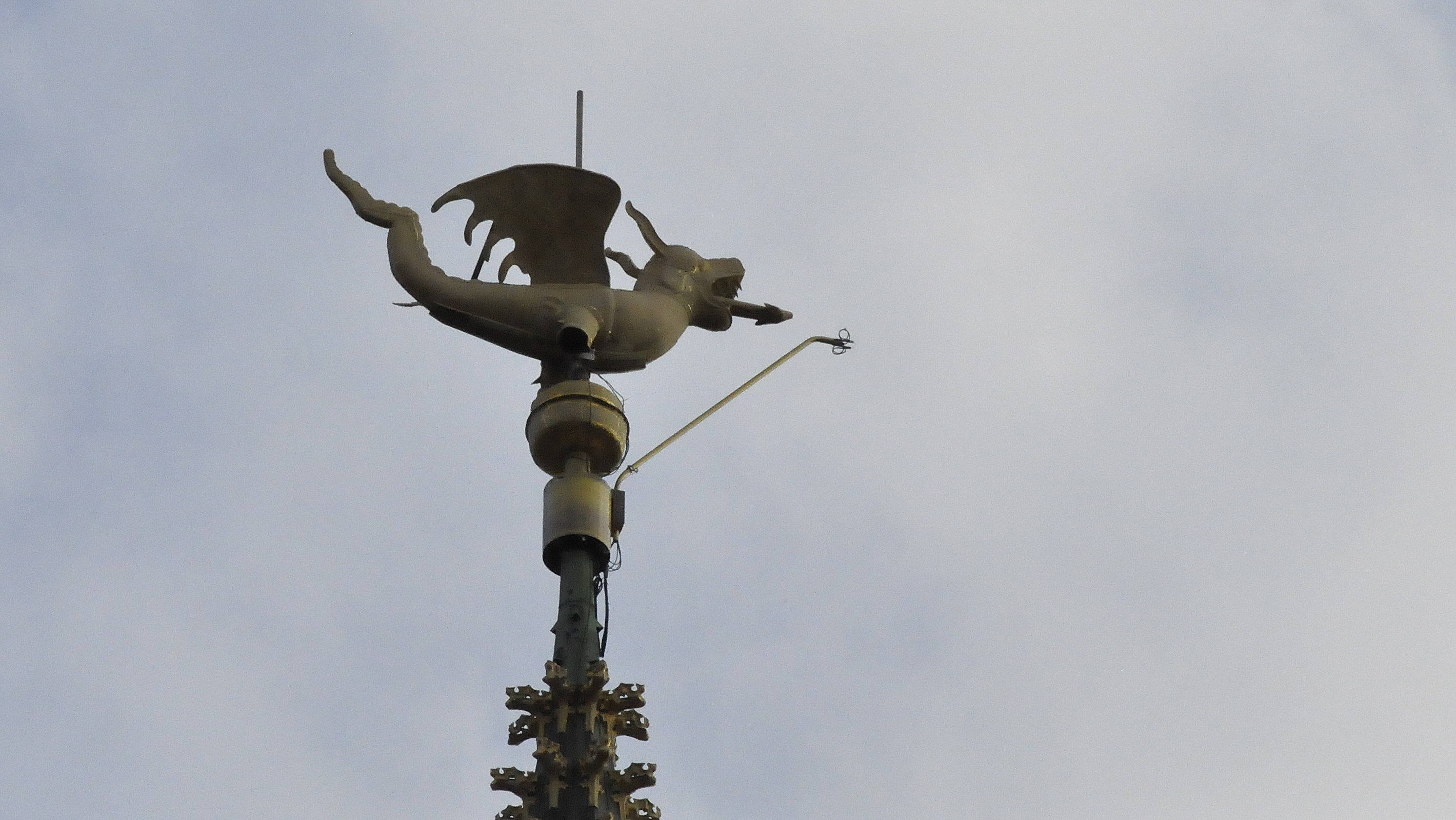
Дракон на башне Бельфор, Гент
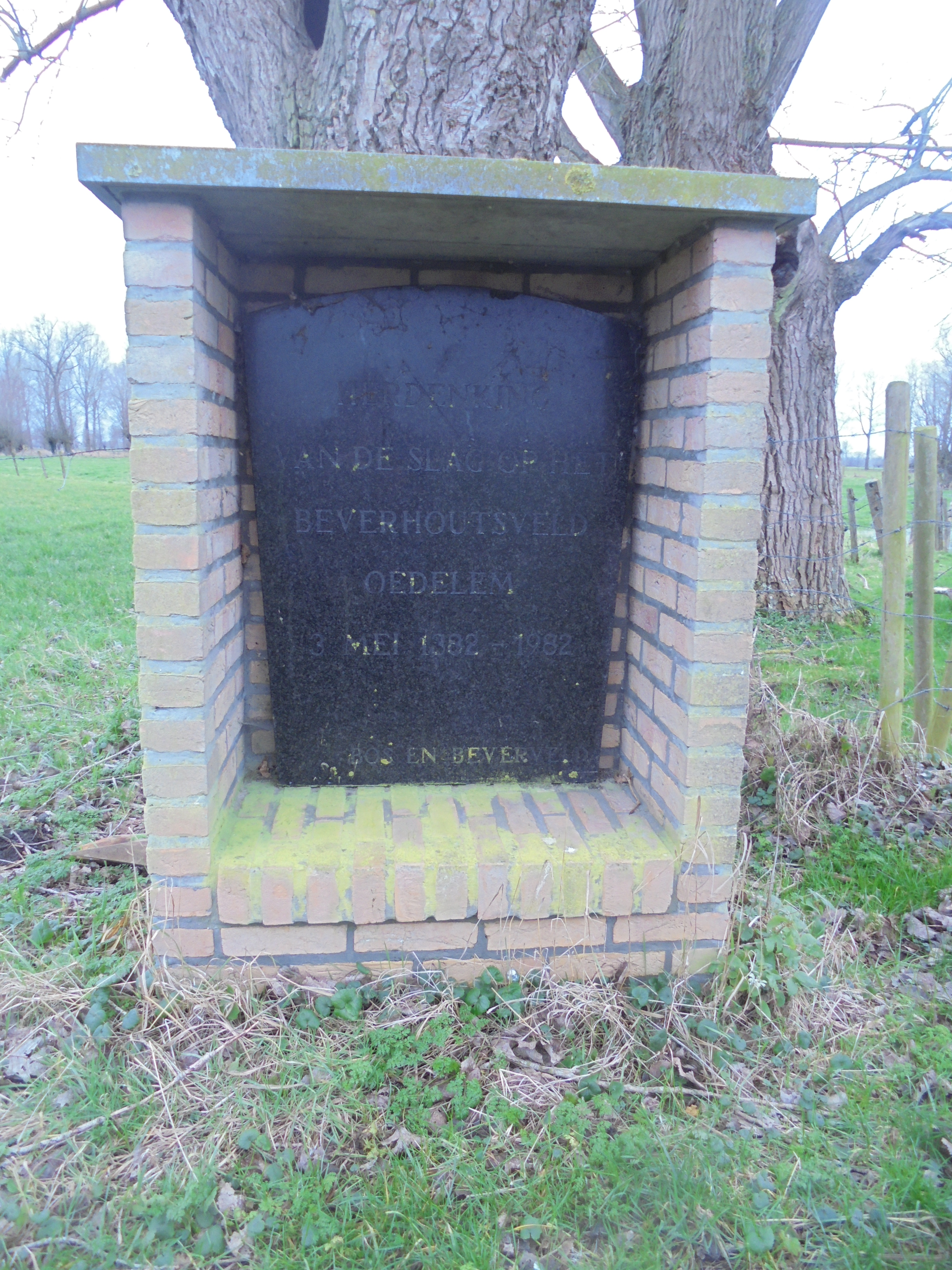
Памятник на месте сражения

## Предшествующие события
Город Гент восстал против своего лорда, графа Людовика II Фландрского, в 1379 году. Могущественные гильдии в Генте не отнеслись любезно к его правлению и хотели больше привилегий и меньше вмешательства со стороны графа. Близлежащий город Брюгге был лояльным сторонником графа и это послужило лишь раздуванию соперничества между двумя городами, крупными коммерческими центрами.
Канал Гент-Остенде — один из старейших судоходных маршрутов в Бельгии. Для этого судоходного маршрута был приспособлен естественный водоток между городами Брюгге и Бернем. Именно этот кусок канала стал причиной конфликта между людьми Брюгге и Гента.
Чтобы заставить Гент сдаться, граф Фландрии блокировал подъездные пути к городу. Филипп ван Артевелде, лидер мятежников Гента, пытался договориться с графом в Турне, но эти переговоры не увенчались успехом, и единственным вариантом был штурм города Брюгге с целью форсировать выход к морю.

## Сражение
Армия Гента не сразу атаковала Брюгге, а вместо этого провела, в оборонительном построении, часовой марш недалеко от города. Они разместили свою артиллерию на одном фланге, чтобы вести анфиладный обстрел приближающегося ополчения Брюгге.
Воины Брюгге появились на поле боя после ежегодного Крестного хода Святой Крови (нидерл. Heilig Bloedprocessie), религиозного праздника в Брюгге. Солдаты пришли прямо из различных трактиров и таверн по всему району, и многие остановились на этом пути, чтобы напиться для дополнительной храбрости. Их дисциплина была плохой.
По мере выхода армии Брюгге, артиллерия Гента вела огонь из нескольких сотен рибадекинов — (разновидность мобильной лёгкой артиллерии). Армия Брюгге остановилась в смятении и ополчение Гента перешло в атаку, быстро маршируя на своих противников. В тот же день, гентские войска, преследуя противника, заняли город Брюгге. Графу Людовику II удалось сбежать и он бежал в город Лилль.
Легенда гласит, что гентские воины убрали Дракона из собора святого Донатиана (нидерл. Sint-Donaaskathedraal) в Брюгге и перевезли его в Гент, чтобы смонтировать его там на башне Бельфор.

## Последствия
Победа Филиппа ван Артевелде вызвала восстания во Фландрии; Только Дендермонде и Ауденарде сохранили верность графу. Эта победа имела последствия и за рубежом. Восстания и беспорядки вспыхнули в Голландии, Лёвене, Париже, Руане и Амьене.
Филипп ван Артевельде погиб несколько месяцев спустя в новой битве с графом при Вестрозебеке.
Лишь в 1613 году городам удалось договориться о соглашении о рытье канала между Гентом и Брюгге. Выполнение работ было поручено голландцам из Республики 7 Соединённых провинций, а канал был открыт в 1621 году.
Мемориальную доску, посвященную этой битве, можно найти на Bibliotheekstraat в Генте.

## Значение в военной истории
Битва на Беверхутсвельде признана одним из первых сражений, в которых значительную роль сыграло пороховое оружие.